# Paleta (pintura)

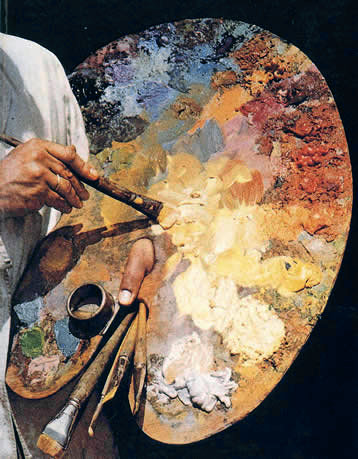
Paleta amb pintures a l'oli

Una paleta és una superfície rígida i plana on un pintor prepara i barreja les pintures. Generalment, és de fusta, de plàstic, de metall o d'un altre material dur no porós, i pot variar molt en grandària i forma.
El tipus més conegut de la paleta del pintor, per a pintura a l'oli o acrílica. És un tauler de fusta fina, preferentment de noguera, en forma de ronyó, dissenyat per ser sostingut a la mà de l'artista, que col·loca el dit polze en un buit lateral i la recolza al braç. Per a pintura en aquarel·la se n'utilitzen unes amb petits bols de ceràmica, plàstic o vidre.
També s'empra el terme per fer referència a la varietat de colors que un artista fa servir en les seves pintures, la paleta d'un artista pot variar depenent dels temes que aborda o dels seus períodes de treball.

## Distribució dels colors
Cada artista troba la seva manera personal de distribuir els colors d'acord amb la gamma que fa servir; en general es col·loquen a la vora exterior el negre, el blanc i després les ombres, vermells, grocs, verds i blaus, que es van barrejant i matisant amb el pinzell a la part central de la paleta per aconseguir els tons desitjats.
Els pintors actualment tenen més pigments per escollir que mai anteriorment. Poden comprar varietats tradicionals i històriques que Rembrandt reconeixeria, com temples i ocres, o innovacions del segle xx com ftalocianines i quinacridones, pigments amb una intensitat que hauria sorprès fins i tot als impressionistes amants del color. Malgrat aquesta abundància, molts artistes i educadors de l'art donen suport a l'ús d'una paleta «limitada» restringida com una forma de desenvolupar pintures coherents, harmonioses i personals.

### Paletes monocromàtiques
Les paletes limitades són excel·lents eines d'aprenentatge. Als estudiants sovint se'ls ensenya a pintar en monocromia, usant només un pigment marró fosc o negre, més blanc. Això els permet centrar-se en formes precises, graus de llum i foscor, anomenats «valors» o «tons», i l'aplicació de pintura, sense la complexitat addicional del color. En dominar aquestes paletes austeres, els estudiants construeixen una base sòlida per a la posterior introducció del color.
Un enfocament monocromàtic més contemporani utilitza el blanc i negre, a més d'un altre color. En aquest exemple, s'introdueix blau de ftalocianina per produir un treball de precisió tonal que transcendeix el sabor acadèmic d'un exercici estricte en blanc i negre.

### Paletes amb un pigment càlid i un altre fred
Per afegir més versatilitat a les paletes, els pintors poden optar per seleccionar un pigment càlid i un de fred, més el blanc. En aquest exemple, la templa cremada i el blau ultramar es barregen per crear una gamma tonal completa, així com variacions de temperatura des de freda a càlida. La temperatura del color és una eina útil per crear la il·lusió de profunditat al llenç bidimensional.
Els colors càlids destaquen en una pintura, mentre que els colors freds són recessius. Aquest efecte és visible a les parts interior i exterior del bol. Les dues àrees estan en grisa perquè contenen els tres colors de la paleta i tenen exactament el mateix valor. No obstant això, barrejar una major quantitat de siena cremada al bol dona com a resultat un color càlid, mentre que barrejar més ultramar al bol interior ho refreda.

### Paleta de Zorn
Les paletes limitades no són només per a pintors principiants. Molts artistes professionals limiten la quantitat de pigments amb què treballen. Potser l'artista més conegut per fer-ho és Anders Zorn, un pintor suec actiu a finals del segle xix i principis del segle xx que va desenvolupar una paleta de colors que porta el seu nom. El seu autoretrat de 1896 va ser creat amb la paleta Zorn de quatre colors.
Tot i que els estudiosos han debatut els colors exactes que va fer servir l'artista, sovint es considera que la paleta de Zorn està composta de groc ocre, vermelló, ivori, negre i blanc. Alguns creuen que va usar un vermell cadmi en lloc de vermelló; Independentment, la llum vermella de cadmi és un substitut modern del vermelló, que és tòxic. Aquests quatre pigments són capaços de produir una gamma completa de colors, tot i que la paleta no conté blau. El to blavós del negre ivori li permet actuar com a blau; es pot barrejar amb vermelló per crear porpres apagats i amb groc ocre per suggerir verd. La paleta Zorn també és eficaç per crear rics colors foscos i bells grisos.

## Exemples

### La noia de la perla, Johannes Vermeer (1665)

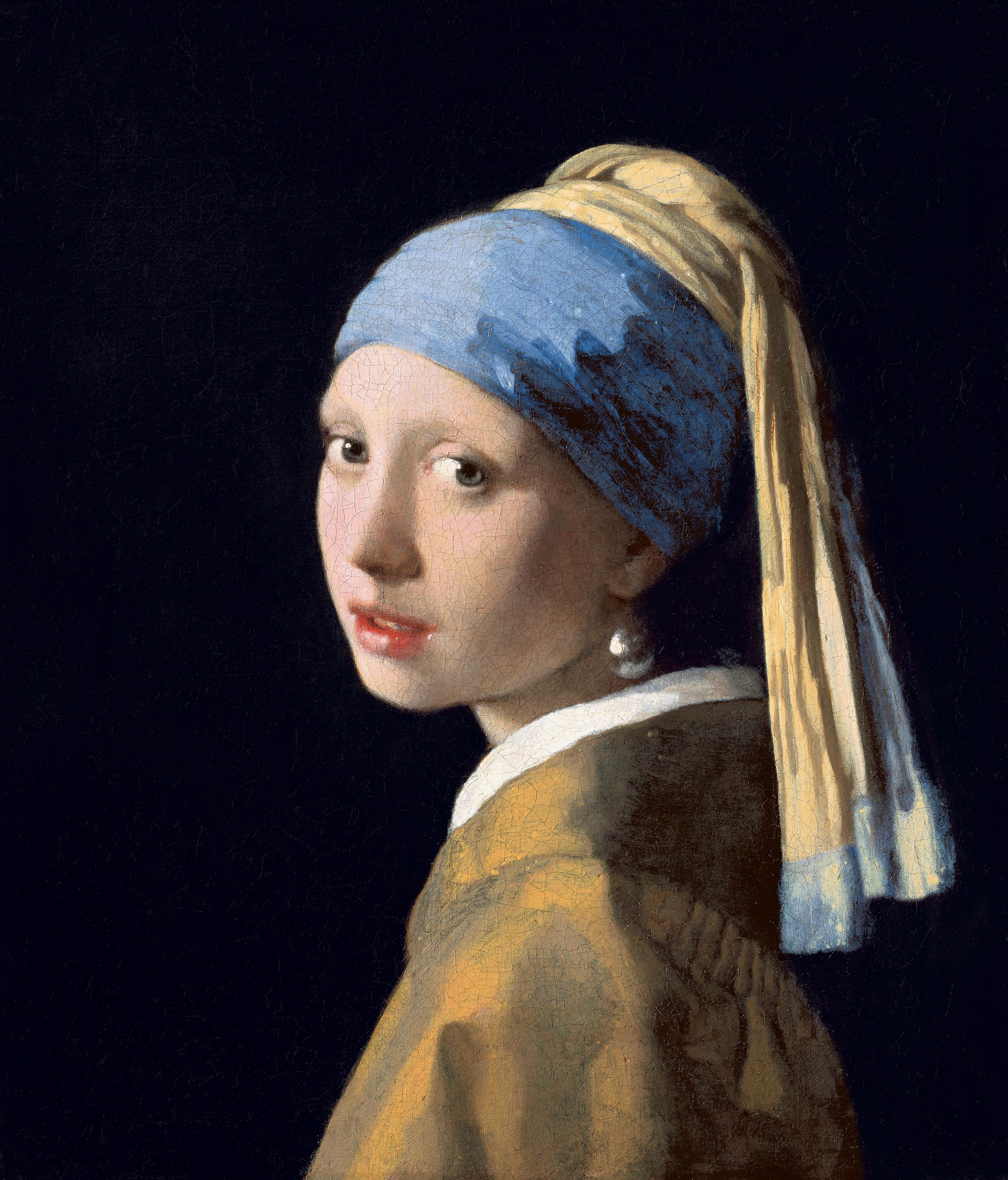
La noia de la perla de Johannes Vermeer (1665)

Els colors terra s'utilitzen dins aquesta peça clàssica de Vermeer, amb un blau adjacent que actua com a complement dels colors càlids.
La figura es col·loca sobre un fons gris blavós fosc, amb una paleta de colors càlids per a la figura, emprant vermell per als llavis. Aquesta és una composició excel·lent, ja que els ulls de l'espectador se senten atrets per aquesta secció de la pintura. El vermell només s'usa per a aquesta part, que Vermeer ha fet servir intencionadament.
Es fa servir una barreja de blaus clars i foscos per al mocador al cap, que atrau l'atenció cap al centre, perquè mirem el rostre, els llavis i, per descomptat, les arracades de perles.
La gamma de colors d'aquesta pintura es troba a la part superior de la roda de colors. Vermeer va utilitzar una gamma de colors de blau, groc, vermell i taronja.

### Terrassa de cafè a la nit, Vincent van Gogh (1888)

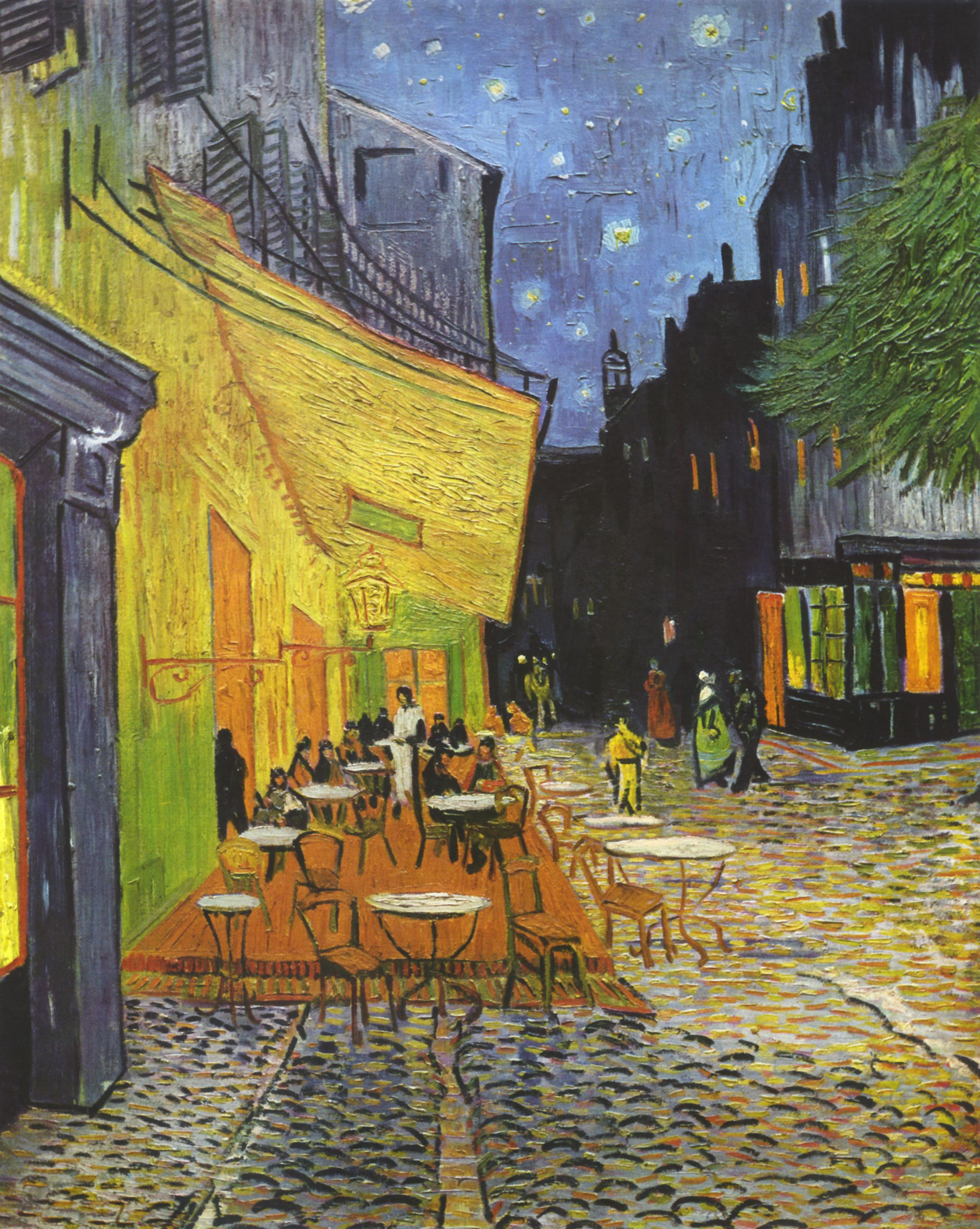
Terrassa de cafè a la nit de Vincent van Gogh (1888)

A Terrassa de cafè a la nit (1888), Van Gogh fa servir els colors complementaris groc i blau, amb tocs de verd i marró vermellós. Aquesta paleta de colors ja ha estat emprada per diversos artistes posteriors, cosa que mostra com és de popular.
Aquesta pintura de Van Gogh està força saturada, amb l'ajuda de blau grisenc per contrarestar això. La roda de color YRMBCG (en anglès) (que en català correspon a: groc, vermell, magenta, blau, cian, verd) sembla una forma de diamant, amb el focus en el blau i el groc.
Destaca l'ús d'un bloc dominant de verd per a l'arbre del costat dret. La forma no només porta la mirada al centre de la composició, sinó que trenca els colors groc-blau a tota la peça.

### La ronda de nit, Rembrandt (1642)

La ronda de nit de Rembrandt (1642)

En aquesta notable pintura de Rembrandt, és gairebé difícil veure el color que utilitza, que són tons molt terrosos de marró, amb els adjacents de groc i vermell.
Aquesta pintura és extremadament intel·ligent i mostra com el color d'una pintura pot afectar la seva composició. En observar la pintura inicialment atrau l'observador la figura masculina groga al centre, i després la nena groga al fons.
Rembrandt no va fer això per accident i va fer servir un color saturat aquí per cridar l'atenció. La nena es col·loca contra colors foscos, ressaltant encara més el color. La figura central vesteix una peça de color vermell ataronjat, que porta la mirada al personatge de la nena i a l'home vermell que neteja la seva arma a l'esquerra de la nena.
El vermell només s'usa en aquesta part de la pintura, cosa que il·lustra encara més l'intent deliberat de Rembrandt de cridar l'atenció. La roda de colors està situada a la cantonada superior dreta de la roda, i utilitza principalment tons terrenals amb vermells.